# Guy Berryman
Guy Rupert Berryman (Kirkcaldy, Regne Unit, 12 d'abril de 1978) és un músic escocès conegut per tocar el baix a les bandes angleses Coldplay i Apparatjik. És esquerrà però toca el baix com un dretà.

## Biografia
Guy Berryman, va néixer a Kirkcaldy, al Fife escocès. Es va traslladar a Anglaterra quan tenia dotze anys. Amb setze anys, quan estudiava a l'institut, va tocar a una banda anomenada Time Out. Posteriorment va començar a estudiar enginyeria al University College de Londres, canviant-la posteriorment per Arquitectura. A la universitat va conèixer els seus companys musicals. A diferència d'ells, Berryman va deixar els estudis per centrar-se en la seva carrera artística, mentre treballava a un pub local.
L'any 2004 es va casar a Ciutat de Westminster amb Joanna Briston, el seu amor des que era petit, amb ella ha tingut una filla, Nico, que va néixer el 17 de setembre de 2006. Malauradament, el portaveu de Coldplay va anunciar al març de 2007 que Guy i Joanna havien començat els tràmits per la seva separació, després de tres anys de matrimoni.
És un gran aficionat a córrer maratons i li agrada entrenar pels parcs que hi ha al voltant dels hotels quan el grup està de gira. De fet, va muntar una botiga de roba esportiva a Londres però no va tenir èxit i va acabar tancant. També està interessat en fotografia, moda i gadgets electrònics, i és seguidor de l'equip de futbol Raith Rovers F.C. del seu poble natal. Té una jukebox d'estil retro i col·lecciona vinils de 7" de Motown i Stax per poder-los escoltar. A vegades bromeja que coneix totes les botigues de vinils de segona mà de les grans ciutats dels Estats Units.

## Carrera musical
Jon Buckland va formar juntament amb Chris Martin la banda Pectoral i l'any 1997, Berryman es va unir, i un any després, quan es va unir Will Champion el nom de la banda va canviar per Starfish. Johnny Buckland i Chris Martin, van començar a escriure cançons, Guy tocava el baix, de manera tradicional malgrat ser esquerrà, i Will Champion tocava la bateria. L'any 1998 el nom de la banda es va canviar per Coldplay. Mentre els seus companys van seguir estudiant a la Universitat, Berryman va decidir deixar la carrera d'Arquitectura per anar a treballar com a cambrer en un pub de Londres i centrar-se en la seva carrera musical.
L'any 2000, Coldplay es va fer molt famosa gràcies al seu primer àlbum Parachutes. Després d'aquell èxit van publicar els següents àlbums: A Rush of Blood to the Head, X&Y, Viva la Vida or Death and All His Friends i l'últim Mylo Xyloto.
Guy Berryman, va guanyar un Grammy juntament amb els seus companys pel seu single "Clocks". Durant la gira Twisted Logic Tour per promocionar l'àlbum X&Y, Berryman realitzava diverses fotografies de la banda amb càmeres d'un sol ús i les llançava al públic.
Junt a Will Champion van col·laborar amb Magne Furuholmen d'A-ha (un dels seus ídols de joventut) en la cançó "Kryptonite", pertanyent a l'àlbum Past Perfect Future Tense (2004). Posteriorment també va col·laborar en l'àlbum A Dot of Black in the Blue of Your Bliss (2008) de Furuholmen tocant el baix. El mateix any, Berryman, Furuholmen i Jonas Bjerre de Mew es van unir per formar la banda Apparatjik per realitzar la cançó principal de la sèrie Amazon de la BBC2. La banda no va desaparèixer i van seguir treballant en el l'àlbum de debut, que es va publicar l'any 2010 amb el títol We Are Here. Posteriorment va treballar amb el grup The Pierces junt al productor de Coldplay, Rik Simpson, en la producció del seu àlbum You and I.

## Influències
Les influències de Guy, han sigut James Brown, The Beatles, Kool, The Gang, Bob Marley, Pink Floyd, Lyn Collins, Marceo Parker y The JBs.